# 벳쇼 빼내기 사건
벳쇼 빼내기 사건(일본어: 別所引き抜き事件)은 1948년부터 1949년에 걸쳐 일어난 일본의 프로 야구 투수인 벳쇼 다케히코(당시에는 벳쇼 아키라)를 둘러싼 이적 소동이다. 벳쇼가 당시 소속돼 있던 난카이 호크스(현재의 후쿠오카 소프트뱅크 호크스)의 대우에 불만을 품고 우승을 위해 전력 강화를 모색하고 있던 요미우리 자이언츠의 의도에 휘말렸고, 이후 요미우리와 다른 구단 간의 주력 선수 확보를 둘러싼 분쟁으로 발전했다.

## 벳쇼의 불만
난카이 호크스의 투수 벳쇼 아키라는 1946년 19승(18선발승), 1947년 30승(29선발승)을 기록하며 명실상부한 난카이의 에이스 투수로 거듭났다. 그러나 난카이의 대우는 다른 구단의 1류 선수들의 대우에 비해 부족했고, 이로 인해 벳쇼는 구단에 불만을 품고 있었다. 또한 벳쇼 본인은 구제 중학교 시절부터 요미우리 입단을 원했지만 당시에는 친권자에 의한 계약이 우선한다는 규정이 있는데 거주지가 있어서 입단 계약한 난카이에 입단했다는 배경도 있었다. 당시에는 야구 협약이나 통일 계약서가 존재하지 않아 선수의 보유권은 매우 애매한 상태였고 각 구단들도 주력 선수들에게 단독 주택이나 승용차를 주는 등의 행위를 하고 있었으나 난카이는 벳쇼에게 그런 혜택을 주지 않았고, ‘프로 생활의 기간이 짧다’는 이유로 연봉도 낮게 측정하고 있었다.

## 요미우리의 사전 접촉과 발각
당시 요미우리는 곤도 사다오와 후지모토 히데오 등 주력 투수들의 잇단 부진에 의한 침체로 1946년 2위, 1947년 5위로 전후 여전히 우승을 달성할 수 없는 상황이었다. 거기에 벳쇼가 대우의 측면에서 불만을 가지고 있는 것을 감지한 요미우리는 1948년 시즌 중에 벳쇼와 은밀히 접촉해 난카이보다 좋은 대우를 약속했다. 거기에 요미우리 신문 상무이사인 무토 미쓰노리가 벳쇼의 처가가 있는 긴자의 료테이 《고마쓰》에 출입하는 가운데 벳쇼가 대우 면에서 불만을 가지게 됐다는 정보를 얻게 됐다.
1948년에 난카이가 리그 우승을 차지했고 벳쇼도 26승을 거두었다. 시즌이 끝난 후 벳쇼는 계약 협상 자리에서 주택과 연봉의 인상을 요청했다. 벳쇼는 사전에 다른 구단의 주요 선수들의 대우를 조사하고 이를 바탕으로 끈질기게 협상에 주택을 얻어냈으나 연봉 인상은 받아들여지지 않았다. 결국 협상이 결렬되며 난카이 구단은 1월 17일, 벳쇼는 2월 9일에 일본 야구 연맹에 호소했다. 고소에 따라 연맹 통제위원회가 조사를 실시한 결과 1948년 11월 27일자로 요미우리에서 벳쇼에게 10만 엔의 대여를 기록한 차용증서가 발견됐는데 이 증서에는 ‘요미우리 입단 시에는…….’이라는 내용과 요미우리 입단을 전제로 한 금전 증여로 해석될 수 있는 내용이 기재돼 있는 것으로 드러났다. 게다가 도쿄에 주택을 제공한다는 약속도 이뤄졌다고 알려져 있다. 이 금전 대차는 무토가 실행한 것이며 이미 요미우리측은 1948년 시즌 중 벳쇼에게 접촉했다고 말했다. 한편 벳쇼 자신은 저서에서 요미우리와의 협상은 시즌 오프에 있었고 시즌 중의 접촉에 관해서는 에이스를 유출시켜버린 난카이 구단 대표일 것이다라는 내용이 적혀있다.

## 연맹의 결정
조사 결과에 따라 연맹은 난카이의 구속 아래에 있는 벳쇼에 대한 규칙 위반인 사전 협상을 인정해 요미우리 구단에 10만 엔의 벌금을 부과했다. 그러나 벳쇼는 난카이와의 계약을 계속 거부해왔기 때문에 연맹 통제위원회는 3월이 되고 나서야 다음과 같은 결정을 내려 사태 해결을 도모했다.
- 난카이 구단 : 벳쇼 선수와의 우선 협상권을 10일 간 보장.
- 벳쇼 선수 : 난카이와의 우선 협상 기간 경과 후 어느 구단과도 자유롭게 계약 협상이 가능하지만 1949년 개막부터  2개월 간 공식전 출전 정지.

재정 결과 1949년 3월에 벳쇼는 요미우리로 이적하게 됐다. 이적 이후 벳쇼는 이름을 ‘아키라’(昭)에서 ‘다케히코’(毅彦)로 개명했다.

## 영향
1949년의 요미우리와 난카이의 경기는 살벌한 분위기 속에 진행됐다. 특히 4월 14일에 요미우리 감독인 미하라 오사무가 난카이의 쓰쓰이 게이조를 구타한 일명 ‘미하라 폭행 사건’이 발생했다. 이 사건으로 미하라는 무기한 출장 정지 처분을 받았지만 결국 요미우리는 전후 첫 우승을 이루었다. 대적하는 난카이는 4위로 떨어졌다.
양대 리그 분립 이후에도 벳쇼는 당시의 신기록인 통산 310승(264선발승)을 달성하는 등 요미우리의 에이스로 활약하며 1961년 현역에서 은퇴했다. 벳쇼의 재적 기간(1949년 ~ 1961년) 동안 요미우리는 10번의 리그 우승, 5번의 일본 시리즈 우승을 달성했다. 같은 기간 난카이도 6번의 리그 우승을 차지했지만 일본 시리즈 우승은 1959년에 1번뿐이며 스기우라 다다시가 입단하기 전까지 에이스가 존재하지 않는 상태와 다름없었다.
그 후 1951년 6월에 기본 모델이 되는 통일 계약서를 작성한 후 야구 협약이 발효되면서 구단의 선수에 대한 보유권이 확립됐다.
훗날 요미우리가 관례에 어긋나게 유력 선수와 계약한 사례로 종종 이 ‘벳쇼 빼내기 사건’과 ‘에가와 사건’을 비교 논박하기도 했다. 그러나 사건 당시에는 구단과 선수와의 계약에 관한 통일 규칙이 존재하지도 않았으며 사전 협상을 제외하고 규칙을 위반한 것은 아니기 때문에 벳쇼 자신은 두 사건과 비교되는 것을 꺼렸다고 한다.

## 참고 문헌
- 우에마에 준이치로 (1982). 《巨人軍 陰のベストナイン》 [교진군 그늘의 베스트 나인]. 가도카와분코.
- 《プロ野球トレード大鑑》 [프로 야구 트레이드 대감]. 베이스볼 매거진사. 2001.

## 같이 보기
- 마이니치 오리온스 (1950년 2리그 화의 혼란을 틈타 한신 타이거스의 주력 선수들을 빼내옴)